# 2012 în astronomie
2009 - 2010 - 2011 - 2012 - 2013 - 2014  - 2015

## Evenimente
- 6 iunie: al doilea și ultimul tranzit al planetei Venus prin dreptul Soarelui în secolul al XXI-lea. Următorul tranzitul al planetei Venus va avea loc în 2117 (și apoi în 2125).
- 6 august: Mars Science Laboratory, cunoscut și ca rover-ul Curiosity, lansat de NASA la 26 noiembrie 2011, a ajuns pe Marte.

- 21 decembrie - 
  - ziua solstițiului de iarnă
  - Sfârșitul calendarului maiaș
  - spre deosebire de previziunile apocaliptice privind luna decembrie 2012, nu există niciun eveniment astronomic remarcabil în această lună

## Exoplanete
La 1 ianuarie 2012, existau 716 exoplanete descoperite și confirmate și alte 2326 de posibile exoplanete (candidate).
Exoplanete descoperite care au fost anunțate și confirmate în 2012:
- 3 ianuarie 2011:: HAT-P-34b, HAT-P-35b, HAT-P-36b, HAT-P-37b.
- 11 ianuarie 2011:
  - Kepler-42b, Kepler-42c, Kepler-42d, trei exoplanete mai mici decât Pământul în jurul lui Kepler-42. Arhivat în 14 martie 2012, la Wayback Machine., 
  - Kepler-34b, Kepler-35b, acestea  orbitează în jurul sistemelor binare.
- 26 ianuarie 2011: Prin intermediul telescopului spațial Kepler s-a anunțat că s-au descoperit 26 de noi exoplanete în 11 sisteme planetare. ,  Arhivat în 21 mai 2013, la Wayback Machine..

## Legături externe
Materiale media legate de 2012 în astronomie la Wikimedia Commons